# 红头啄花鸟
红头啄花鸟（学名：Dicaeum trochileum），是啄花鸟科啄花鸟属的一种，为印度尼西亚的特有种。该物种的保护状况被评为无危。
红头啄花鸟的栖息地包括亚热带或热带的（低地）湿润疏灌丛、亚热带或热带的湿润低地林、耕地、种植园、亚热带或热带严重退化的前森林和城市。